# Манго (снаряд)

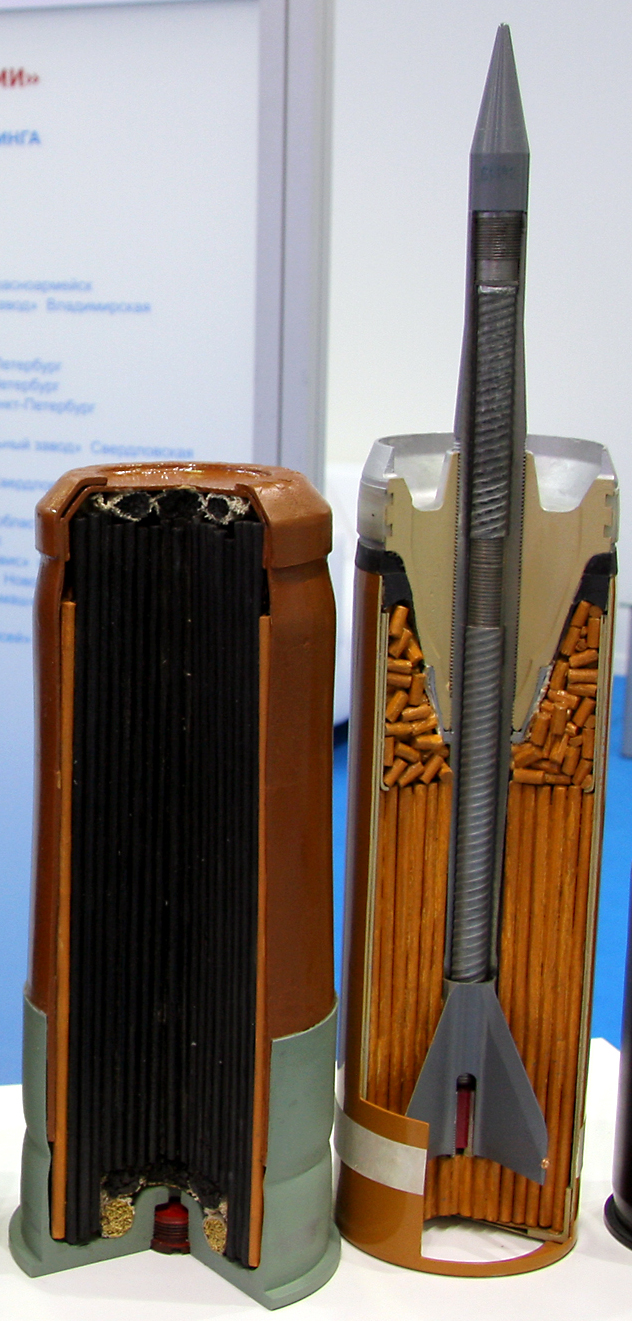
Разрезные макеты основного заряда 4Ж63 и 3БМ44 на форуме «Технологии в машиностроении», 2010

ОБПС «Манго» — оперённый бронебойный подкалиберный снаряд к танковым пушкам калибра 125-мм, разработанный в СССР. Работы по теме «Манго» были начаты в 1983 году, на вооружение снаряд принят в 1986 году. Индекс активной части — 3БМ42; индекс снаряда — 3БМ44; индекс всего выстрела — 3ВБМ17. Снаряд широко распространен в российской армии, а также экспортировался в комплекте с российскими и украинскими танками Т-80У/Т-80УД и Т-90, поставленными за рубеж в последние десятилетия.

## Описание
Данный ОБПС позиционировался как снаряд повышенной мощности. Являлся, по сути, революционным снарядом в СССР на момент своего появления.

## Конструкция
Снаряд имеет сложную конструкцию: в головной части стреловидного тела снаряда установлен баллистический наконечник, под которым располагается бронебойный колпачок, за бронебойным колпачком установлен бронебойный демпфер, который позволяет хорошо «закуситься» снаряду при столкновении с преградой под углом, а также играет большую роль в пробитии. За демпфером установлены два сердечника из вольфрамового сплава, которые удерживаются внутри рубашкой из легкосплавного металла. Рубашка плавится при столкновении снаряда с преградой, высвобождая сердечники. Тело снаряда имеет ведущее устройство разжимного типа. В хвостовой части снаряда установлен стабилизатор в виде оперения с пятью лопастями, в основании стабилизатора установлен трассёр.
- Длина активной части снаряда: 574 мм;
- вес активной части без ведущего устройства: 4850 г.
- Нормативная бронепробиваемость с 2000 м по нормали 500 мм, под углом 60° — 230/450 мм (Бронепробиваемость под углом 60° указана в смысле толщины поражаемой плиты. Для преобразования в приблизительную глубину пробития, следует умножать на 2).

Автоматы заряжания советских танков Т-72/80/90 ограничивают длину БОПС до 740 мм, а именно длина сердечника является ключевым параметром, обеспечивающим повышение бронепробиваемости. Новое танковое орудие 2А82 может вести стрельбу БОПС 3БМ69 «Вакуум-1» и 3БМ70 «Вакуум-2» (из вольфрама и обедненного урана), длина которых составляет 900 мм.